# Irmandade Revolucionária Secreta Búlgara
A Irmandade Revolucionária Secreta Búlgara (em búlgaro:  Българско тайно революционно братство) foi organizado a partir de um pequeno grupo de conservadores búlgaros, adeptos de métodos evolucionistas de luta, em Tessalônica. 
Em 1897, face ao poder crescente da Organização Revolucionária Interna da Macedónia (IMRO), estes moderados, liderados por Ivan Garvanov,  que era então professor na Escola Secundária Masculina Búlgara de Tessalônica, criaram uma organização rival, chamada Irmandade Revolucionária, que estabeleceu relações amistosas com o Comitê Supremo da Macedônia e começou a estabelecer filiais em várias cidades da Macedônia e do Sul da Trácia.  Inevitavelmente, a Irmandade entrou em confronto com os Comités Revolucionários Búlgaros Macedónio-Adrianópolis (BMARC), e houve até tentativas mútuas de assassinato, embora ninguém tenha sido realmente morto. Quando Boris Sarafov foi eleito para a liderança do Comité Supremo da Macedônia, com a ajuda do Exarcado Búlgaro conseguiu efetuar uma reconciliação e, em 1899, a Irmandade foi dissolvida e os seus membros juntaram-se à IMRO. Seus membros, como Ivan Garvanov, exerceriam uma influência significativa na Organização Interna. Eles deveriam pressionar pela Revolta de Ilinden-Preobrazhenie e mais tarde se tornaram o núcleo da facção de direita da IMRO. 